# Olivia O'Leary
Olivia O'Leary (nacida en 1949) es una periodista, escritora y presentadora de asuntos actuales irlandesa.
Educada en la St Leo's College, Carlow y en la University College Dublin (UCD),  trabajó con el Nationalist and Leinster Times en Carlow. A finales de la década de los 70, comenzó a trabajar para The Irish Times como escritora de bocetos parlamentarios.
Actualmente retransmite un diario político semanal en Drivetime, un programa de radio emitido por el canal RTÉ.
En 1972, se unió a la Raidió Teilifís Éireann (RTÉ) como presentadora de asuntos actuales y más tarde trabajó como presentadora en Today Tonight, Questions and Answers y Prime Time. Se convirtió en la primera mujer senior regular del programa de asuntos sociales de la BBC, Newsnight, y también presentó First Tuesday, un documental mensual producido por Yorkshire Television para ITV. 
O'Leary ganó tres premios Jacob durante su carrera periodística en RTÉ. El primero fue en 1973 por su trabajo como reportera de noticias en la radio. En 1982, ganó su segundo premio Jacob por presentr Today Tonight. Su presidencia de Questions and Answers le otorgó el tercer premio en 1986. También ganó un Sony Award para el programa de la Radio de BBC 4 Between Ourselves.
Ha coescrito el libro Mary Robinson: The Autorished Biography, junto a la Dr. Helen Burke, en 2004 escribió Politicians and Other Animals, un boceto sobre la política irlandesa. 
Fue presidenta de la oficina de los Ombudsman en la Conferencia del 20.º Aniversario.
En 2009, abandonó la Iglesia católica por cubrir los escándalos de los abusos de los clérigos y por negarse a ordenar a mujeres.
Se casó con Paul Tansey, el editor de economía de The Irish Times. Él falleció de forma repentina en septiembre de 2008. Tiene una hija, Emily Tansey. El 5 de diciembre de 2011, fue premiada con un doctorado honorífico en su alma mater UCD. 
Es prima de la personalidad de la televisión y experto en vinos Oz Clarke.